# Victoria Cougars

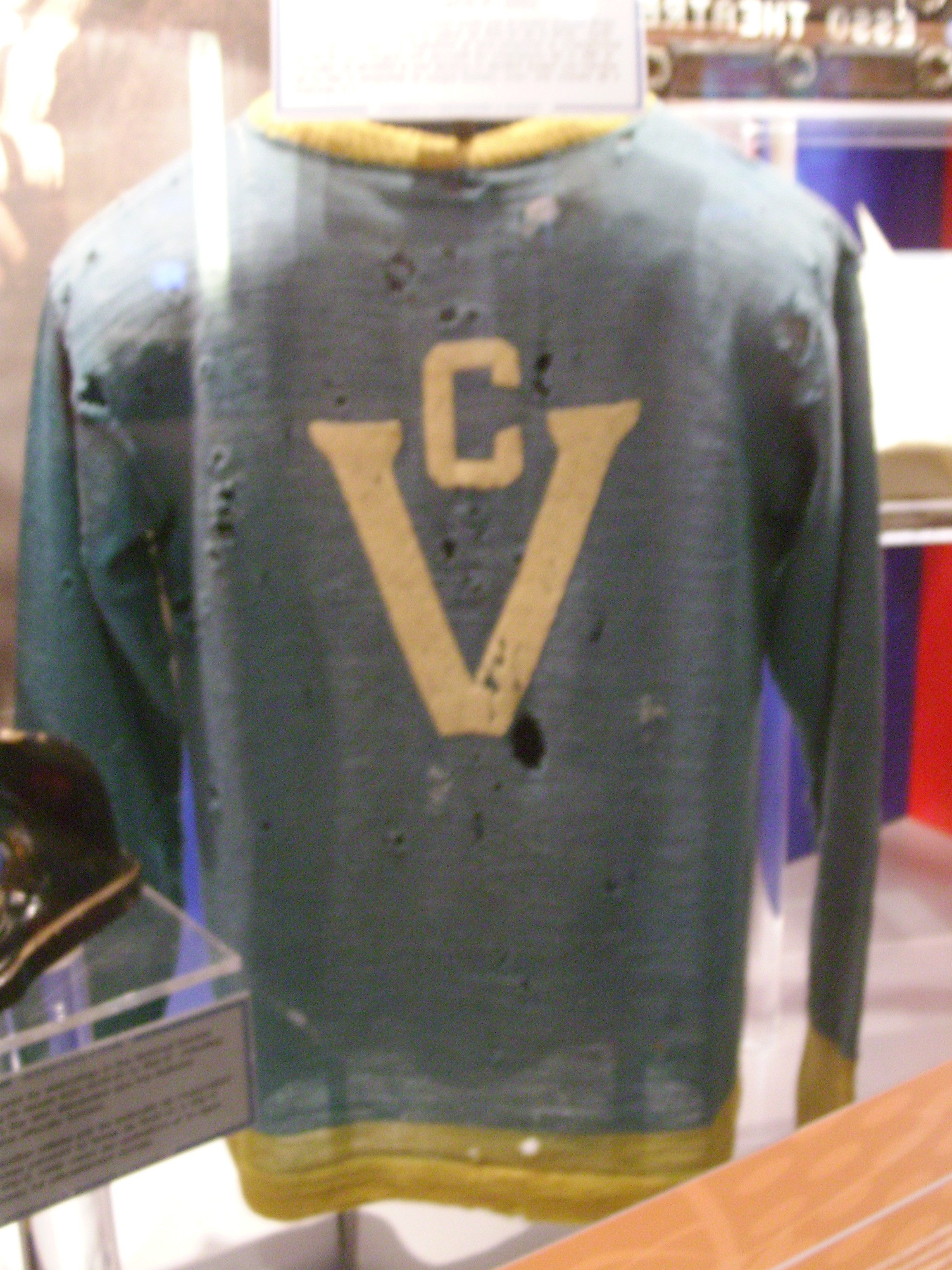
Victoria Cougars-tröja från 1925.

Victoria Cougars var ett kanadensiskt professionellt ishockeylag i Greater Victoria, British Columbia, som spelade i Pacific Coast Hockey Association, Western Canada Hockey League och Western Hockey League. Victoria Cougars vann Stanley Cup säsongen 1924–25 efter att ha besegrat Montreal Canadiens i finalserien med 3-1 i matcher. Victoria Cougars var det sista laget som inte var medlem av NHL att vinna Stanley Cup.

## Historia
Victoria Cougars bildades 1911 som Victoria Senators. Från 1913 till 1916 hette laget Victoria Aristocrats. Säsongen 1916–17 flyttade laget till Spokane, Washington, där det omvandlades till Spokane Canaries. Canaries upplöstes efter endast en säsong och säsongen 1919 startades Victoria Aristocrats upp igen i Victoria. 1922 bytte laget namn till Victoria Cougars och 1925 vann Cougars Stanley Cup efter att ha besegrat Montreal Canadiens i finalserien med 3-1 i matcher. Säsongen 1925–26 var Cougars åter igen i Stanley Cup-final men förlorade mot Montreal Maroons med 3-1 i matcher. Året efter upplöstes laget och rättigheterna såldes till Detroit där laget omformades till Detroit Cougars. Detroit Cougars gick med i NHL säsongen 1926–27. 1930 bytte laget namn till Detroit Falcons och 1932 till Detroit Red Wings.

### Victoria Cougars 1924–25
Laget som vann Stanley Cup 1925: Jocko Anderson, Wally Elmer, Frank Foyston, Gordon Fraser, Frank Fredrickson, Haldor Halderson, Harold "Gizzy "Hart, Harry "Hap" Holmes, Clem Loughlin, Harry Meeking, Jack Walker samt tränaren Lester Patrick.